# Universidade pública
Universidade pública é aquela que é de propriedade pública, ou recebe fundos e investimentos públicos significativos por meio de um governo nacional ou subnacional (de estados, municípios, etc.), em oposição a uma universidade privada, que é operada e financiada por uma corporação privada. Uma universidade nacional pode ser considerada pública, mas isso varia de um país (ou região) para outro, dependendo, em grande parte, do cenário educacional específico.

## No Brasil
No Brasil, existem algumas centenas de universidades públicas financiadas pelos governos federal, estadual ou municipal. Dentre elas estão as universidades mais renomadas do país, como a Universidade de São Paulo (USP), a Universidade Estadual de Campinas (UNICAMP), a Universidade Federal do Rio Grande do Sul (UFRGS), a Universidade Federal do Rio de Janeiro (UFRJ), a Universidade Federal de Minas Gerais (UFMG), a Universidade Federal de Pernambuco (UFPE), a Universidade Federal da Bahia (UFBA), a Universidade Federal do Paraná (UFPR), e diversos Institutos Federais de Educação, Ciência e Tecnologia. 
As universidades federais brasileiras são consideradas autarquias segundo a Lei de Diretrizes e Bases, visto que é de maior responsabilidade do governo federal a educação em nível superior.
Os professores são funcionários públicos, a maioria titulares e selecionados por meio de concursos públicos. A carga de ensino é geralmente modesta e reserva tempo para pesquisa. Em contraste, a maioria das instituições privadas de ensino superior são empresas com fins lucrativos que contratam professores por hora e com pouco espaço pesquisa, quando comparadas com as públicas; exceções notáveis são certas universidades privadas sem fins lucrativos (em sua maioria afiliadas a organizações religiosas), como a Universidade Presbiteriana Mackenzie de São Paulo, a Pontifícia Universidade Católica do Rio de Janeiro e a Pontifícia Universidade Católica do Rio Grande do Sul. 
As universidades públicas são responsáveis pela concessão de quase todos os diplomas de pós-graduação stricto sensu no Brasil, como doutorado e mestrado. Esses programas são também a principal fonte de pesquisa acadêmica brasileira.
Não há taxas de matrícula ou ingresso nas universidades públicas (um direito estabelecido na Constituição). Como as universidades públicas possuem milhares de candidatos todos os anos e poucas vagas, somente os melhores alunos conseguem ser aprovados no Exame Nacional do Ensino Médio (ENEM), o principal exame usado para admissão nas universidades, embora muitas universidades, como a UFRGS, UFRJ ou UNICAMP também possuam um vestibular próprio em paralelo com o ENEM.
Em muitas universidades, há cotas para estudantes cujo Ensino Médio foi integralmente feito em uma escola pública (geralmente, a cota é de 50%). Há também cotas raciais para determinados grupos étnicos do Brasil, mas elas também são geralmente restritas a estudantes do ensino médio de escolas públicas. Algumas universidades, como a UFMG, uma das maiores universidade federais do Brasil, possuem um bônus sociorracial em seus testes de admissão, no lugar das cotas. Esse bônus é de 10% sobre o nível de teste de um estudante do ensino médio da rede pública, que é dado se ele concordar previamente em receber a vantagem. Alunos de escolas públicas que se declararem negros ou "pardos" (mestiço) têm um bônus de 15%, também se previamente concordarem em receber benefícios baseados na raça.
Nos últimos anos, o ensino superior com financiamento público cresceu muito. Desde 2005, o governo brasileiro tem oferecido um número limitado de subsídios de matrícula para permitir que estudantes de famílias de baixa renda frequentem universidades privadas.

## Em Portugal
Existem 13 universidades públicas, um instituto universitário e uma universidade à distância. O ensino superior em Portugal prestado por instituições estatais não é gratuito, uma vez que é necessário pagar uma taxa de matrícula anual, chamada de "propina", embora seja muito inferior às das instituições privadas. A maior propina permitida por lei em universidades públicas é de €856 por ano em 2019.[carece de fontes?] As universidades públicas incluem algumas das instituições de ensino superior mais seletivas e exigentes do país, conhecidas pela alta competitividade e reputação nacional.

## Em outros países

### Américas

#### Canadá
No Canadá, a educação é uma responsabilidade constitucional das províncias. Muitas das primeiras universidades eram privadas (por exemplo, McGill) ou fundadas por igrejas (por exemplo, Laval, Saint Mary, Queen's, Dalhousie, Mount Allison, McMaster, Ottawa), mas no século XX tornaram-se universidades públicas financiadas pelo governo e seculares. Os governos provinciais estabeleceram a Universidade de Toronto no modelo britânico das universidades de Oxford e Cambridge e em outros lugares (Alberta, Manitoba, etc.) no padrão das universidades estaduais estadunidenses. Todas as principais universidades canadenses são agora financiadas pelo governo, mas mantêm a autonomia institucional, com a capacidade de decidir sobre admissão, ensino e governança.
A U15 é uma organização das quinze principais universidades de pesquisa intensiva do país. Além disso, a Universidade McGill e a Universidade de Toronto são membros da Associação de Universidades Americanas, juntamente com sessenta instituições públicas e privadas nos Estados Unidos. As universidades privadas no Canadá são relativamente novas e existem principalmente no nível de graduação.

#### Chile
No Chile, as chamadas universidades "tradicionais" são mais prestigiosas do que as criadas depois de 1980. Embora algumas dessas universidades "tradicionais" sejam entidades privadas sem fins lucrativos, elas pertencem ao mesmo conselho universitário superior chamado Consejo de Rectores. O conselho tem seu próprio sistema de vestibular chamado Prueba de Selección Universitaria (PSU), que é aproximadamente similar ao SAT estadunidense. Embora as universidades públicas sejam muito mais baratas do que as privadas, elas não são gratuitas para os alunos. O Chile gasta apenas 4% em educação, em comparação com os 7% do PIB recomendados pela ONU para países desenvolvidos. No Chile o financiamento do ensino superior, privado e público, é contribuído em 75% pelo auto-esforço das famílias.[carece de fontes?] As universidades de maior prestígio no Chile são a pública Universidade do Chile, e três universidades privadas com contribuições do Estado: a Pontifícia Universidade Católica do Chile, a Universidade de Concepción e a Universidade Técnica Federico Santa María. Essas quatro universidades admitem o maior número de alunos com uma alta pontuação na prova PSU e são responsáveis pela maior parte da pesquisa (com a Universidade do Chile no topo). As universidades não-tradicionais são, na maior parte, universidades com fins lucrativos e, com poucas exceções, não têm o mesmo prestígio que as universidades "tradicionais".

#### Estados Unidos
Nos Estados Unidos, a maioria das universidades públicas são universidades fundadas e operadas por órgãos dos governos estaduais. Os estados geralmente cobram mensalidades mais altas para estudantes de fora do estado. As taxas mais altas são baseadas na teoria de que os estudantes do estado, ou muito mais frequentemente seus pais, contribuíram para subsidiar a universidade pagando impostos estaduais, enquanto os estudantes de fora do estado e seus pais não pagaram.
Cada estado tem pelo menos uma universidade pública e os estados maiores têm mais de trinta. Isto é em parte como resultado das Leis de Terras Morill-Grant de 1862, que deu a cada estado elegível cerca de 12.000 de terras federais para vender para financiar instituições públicas que oferecem cursos de estudo em campos práticos além das artes liberais. Com a ajuda da Lei dos Direitos Civis de 1964, a Lei do Ensino Superior de 1965 e as Emendas Educacionais de 1972, as universidades públicas tornaram-se ainda mais acessíveis para mulheres, minorias e candidatos de baixa renda.
As universidades públicas geralmente dependem de subsídios de seus respectivos governos estaduais. "Os dados históricos para instituições privadas e públicas revelam que as instituições públicas sempre foram mais dependentes de apoio externo do que as instituições privadas". Recentemente, o apoio do governo às universidades públicas vem declinando, forçando muitas universidades públicas a buscar apoio privado. O nível real de financiamento estatal para o ensino superior público dobrou de US$ 30 bilhões em 1974 para quase US$ 60 bilhões em 2000. Enquanto isso, o percentual de apropriações estaduais para o custo de estudo por estudante em universidade pública caiu de 78% em 1974 para 43% em 2000. O uso crescente de assistentes de ensino em universidades públicas é um testemunho do declínio do apoio do Estado. Para compensar, alguns programas de pós-graduação profissional em direito, negócios e medicina dependem quase exclusivamente de financiamento privado.
As universidades públicas mais antigas são a Universidade da Carolina do Norte em Chapel Hill, a Universidade Rutgers e a Universidade da Geórgia, embora a universidade mais antiga atualmente designada como pública seja Faculdade de William & Mary, fundada pela coroa britânica em 1693 e originalmente uma instituição privada. A Universidade da Carolina do Sul (1801) é a mais longa universidade pública continuamente apoiada; A Universidade de Ohio (1804) é a mais antiga universidade pública em operação contínua. Muitas universidades públicas estadunidenses começaram como instituições de treinamento de professores e, por fim, foram expandidas para universidades abrangentes. Exemplos incluem a UCLA, anteriormente a filial sul da Escola Normal do Estado da Califórnia; Universidade do Estado do Arizona, originalmente a Escola Normal de Tempe; a Universidade de Wisconsin-Milwaukee, antiga Escola Normal de Milwaukee; e a Universidade do Estado de Missouri, anteriormente Faculdade de Professores do Sudoeste de Estado do Missouri.
Nunca foi determinado se a Constituição dos Estados Unidos permitiria ao governo federal estabelecer um sistema universitário federal; as únicas universidades públicas federais que atualmente existem são as Academias de Serviço dos Estados Unidos (como a Academia Militar dos Estados Unidos), instituições educacionais voltadas a formação de militares administradas pelo Departamento de Defesa dos Estados Unidos e a Universidade de Nações Indígenas de Haskell, que é governada pelo Escritório de Assuntos Indígenas. Além disso, a Universidade de Georgetown foi a primeira universidade privada federal em Washington, D.C. (1815).
Historicamente, muitas das universidades de prestígio nos Estados Unidos são privadas, mais notavelmente as da Ivy League. No entanto, algumas universidades públicas também são altamente prestigiosas e cada vez mais seletivas: Richard Moll designou as universidades públicas de prestígio Public Ivies. A Universidade da Califórnia em Berkeley, por exemplo, é frequentemente classificada como uma das dez melhores universidades do mundo e a principal universidade pública dos Estados Unidos.

#### México
No México, a UNAM (Universidade Nacional Autônoma do México) foi fundada em 1910. É a maior universidade do país e uma das maiores do mundo, com mais de 250.000 estudantes. incluindo seu sistema de escolas secundárias. Por porcentagem, ela contribui mais para a pesquisa acadêmica e o desenvolvimento cultural do país, embora existam outras instituições públicas significativas, como o Instituto Politécnico Nacional e as universidades federais públicas.[carece de fontes?]

### Europa

#### França
A maioria das organizações de ensino superior da França (universidades e grandes écoles) são públicas e cobram propinas muito baixas (cerca de € 400 por ano). As principais exceções são escolas de negócios, como a Escola de Altos Estudos Comerciais de Paris. O artigo L731-14 do "Code de l'éducation" afirma que "os estabelecimentos de ensino superior privados não podem, em caso algum, obter o título de universidade". Mas muitas instituições privadas, como a Universidade Católica de Lyon, usam o título de "universidade" como nome de marketing.

#### Noruega
Na Noruega, quase todas as universidades são públicas e financiadas pelo Estado.

#### Países Baixos
Quase todas as universidades dos Países Baixos são públicas e são em grande parte financiadas pelo Ministério da Educação. Os cidadãos holandeses e os cidadãos de outros países da União Europeia que estão se matriculando para seu primeiro grau de bacharel e / ou primeiro nível de mestrado estão sujeitos a uma taxa de matrícula anual ajustada anualmente, independentemente da universidade ou programa. A taxa foi fixada em 1 951 euros em 2015. Estudantes não-cidadãos da União Europeia, e estudantes que desejam concluir um segundo bacharelado ou mestrado, pagam a "taxa legal escolar" que deve cobrir os custos adicionais do aluno, que não é mais financiado pelo governo. Estas taxas variam entre aproximadamente 7 000 (para programas de bacharel relativamente baratos) e 30 000 euros (para programas de mestrado em medicina) por ano. Todas as universidades são supervisionadas pelo Ministério da Educação, inclusive as privadas.

### Ásia

#### Japão
No Japão, as universidades públicas são universidades que não são universidades nacionais, mas são administradas por governos locais, sejam regionais ou municipais. De acordo com o Ministério da Educação, as universidades públicas "proporcionaram uma oportunidade para o ensino superior em uma região e desempenharam o papel central de base intelectual e cultural para a comunidade local na região, e devem contribuir para o desenvolvimento social, econômico e cultural na região"; isso contrasta com os aspectos orientados para a pesquisa das universidades nacionais.
Em 2010, havia 95 universidades públicas, em comparação com 86 universidades nacionais e 597 universidades privadas, e 127 872 alunos frequentavam as escolas. O número de universidades públicas aumentou acentuadamente nos últimos anos; em 1980 havia apenas 34 universidades públicas e em 1993 havia 46. Desde julho de 2003, quando a Lei de Instituições Administrativas Independentes Locais foi posta em vigor, as universidades públicas puderam ser incorporadas. A taxa de matrícula média em universidades públicas para o ano fiscal de 2007 foi de 536 238 ienes, a taxa de entrada média de 399 351 ienes e a taxa de inscrição média de 17 095 ienes.